# Acceptans
Acceptans är en persons erkännande och godkännande av en situation, process eller företeelse. Det kan ibland handla om att acceptera en situation som upplevs obekväm eller negativ, men utan att försöka ändra på den eller protestera.
Acceptans som ett begrepp förekommer i östliga religiösa koncept som medveten närvaro och i psykologi. Religioner och psykologisk behandling föreslår ofta accepterandet av något, när en situation är både illa omtyckt och oföränderlig, eller när förändring endast kan vara möjlig till höga kostnader eller risker. Acceptans kan innebära att man inte konkret försöker att förändra situationen, men det kan också syfta på själva det upplevda eller känslomässiga tillståndet.